# Phytoecia kabateki
Phytoecia kabateki  (лат.) — вид жесткокрылых из семейства усачей.

## Распространение
Распространён в Сирии.

## Описание
Жук длиной 8—13 мм. Время лёта с апреля по июнь.

## Развитие
Жизненный цикл вида длится один год. Кормовым растением является Ferula hermonis.